# Thomas Ashton, 3. Baron Ashton of Hyde
Thomas John Ashton, 3. Baron Ashton of Hyde (* 19. November 1926; † 2. August 2008) war ein britischer Bankmanager und Peer.

## Leben und Karriere
Ashton war der älteste Sohn von Thomas Ashton, 2. Baron Ashton of Hyde, und Marjorie Nell Brookes. Er folgte seinem Vater als 3. Baron Ashton of Hyde, als dieser am 21. März 1983 starb.
Er besuchte das Eton College und das New College in Oxford. Er erreichte den Rang eines Majors bei den „Royal Gloucestershire Hussars“. Das Amt des Justice of the Peace für Oxfordshire hielt er von 1965 bis 1968. Er war Direktor der Barclays Bank von 1969 bis 1987.
Mit der Reform des House of Lords 1999 schied er dort als Mitglied aus.

## Familie
Ashton heiratete am 18. März 1957 Pauline Trewlove Brackenbury, die Tochter von Lt.-Col. Robert Henry Langton Brackenbury, und hatte vier Kinder mit ihr.
Ashton starb im August 2008; der Titel ging auf den ältesten Sohn über.